# Saramaccaproject
Het Saramaccaproject was een uit 1946 stammend plan van de Freeland League for Jewish Territorial Colonization om tienduizenden Joodse vluchtelingen uit Europa te laten migreren naar Suriname. Het project is genoemd naar het Surinaamse district Saramacca.

## Achtergrond

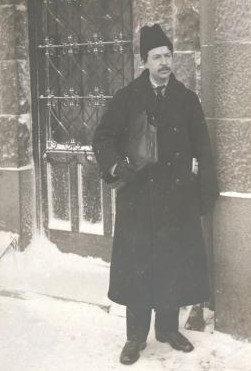
I.N. Steinberg (1918); mede-oprichter en leider Freeland League

Op 25 juli 1935 werd in Londen de Freeland League opgericht. Doel van deze organisatie was het vinden van een Joods nationaal tehuis buiten Palestina. Vlak voor de Tweede Wereldoorlog hadden zij het Kimberleyplan geïntroduceerd, om 75.000 Joodse vluchtelingen in Australië onder te brengen. Dit mislukte echter omdat de Australische regering geen grote influx van Joodse vluchtelingen in een afgelegen gebied van Australië wenste. 

## Voorstel
Kort na de Tweede Wereldoorlog stelde Boris Raptschinsky, de Nederlandse vertegenwoordiger van de Freeland League, aan zijn bestuur in New York voor om het Joods Nationaal Tehuis in Suriname te doen stichten. Raptschinsky baseerde zich hierbij op het vooroorlogse Guyanaplan van Anton Mussert. In 1938, twee weken na de Kristallnacht had Mussert voorgesteld om van de drie Guiaanse kolonies (Frans- en Brits-Guiana en Suriname) één "Verenigd Guiana" te maken dat zou dienen als "Joods Nationaal Tehuis". Dat plan publiceerde Mussert in de partijkrant Volk en Vaderland.
Aan de hand van het voorstel van Raptschinsky onderzocht de Freeland League of het mogelijk was grote groepen displaced persons, met name Joden uit Oost-Europa, onder te brengen in de drie Guiana's. Spoedig richtte hun aandacht zich hoofdzakelijk op Suriname, waar al eeuwen een Joodse gemeenschap leefde en waar men met name in de agrarische sector behoefte had aan immigranten.

## Onderhandelingen
Raptschinsky vroeg in februari 1946 om een onderhoud met de Nederlandse minister-president Wim Schermerhorn dat een maand later plaatsvond. In januari 1947 diende Johannes Cornelis Brons, de gouverneur van Suriname, het voorstel van de Freeland League in bij de Staten van Suriname. Enkele dagen later hadden de kamerleden van de Nederlandse parlementaire commissie Suriname en de Nederlandse Antillen onder leiding van het Eerste Kamerlid Cor Kropman in New York een onderhoud met bestuursleden van de Freeland League.
Op verzoek van Brons kwam een delegatie van de Freeland League naar Suriname om het voorstel verder te bespreken. Tussen 10 en 21 april 1947 sprak de delegatie, bestaande uit Steinberg, Henri van Leeuwen en L.M. Fruchtbaum in Paramaribo met een gouvernementsadviescommissie, bestaande uit 
- M. de Groot; hoofd van het departement van Economische Zaken
- Raymond Henri Pos; waarnemend procureur-generaal,
- H.A.M. Specken; administrateur van Financiën
- Henry Lucien de Vries; statenlid en
- Johann Achmed de Miranda; statenlid

Hierbij werd op tal van punten schriftelijke overeenstemming bereikt. Zo was men het erover eens dat de immigranten zich zouden vestigen in eigen dorpen waar ze volledige godsdienstvrijheid zouden hebben, dat ze zich moesten verplichten Nederlands te leren en dienden te streven naar het Nederlands staatsburgerschap. Het enige overblijvende twistpunt, het aantal Joodse immigranten, werd voorlopig vastgesteld op 30.000, met de mogelijkheid dat er later meer zouden komen. (Suriname had toen ongeveer 180.000 inwoners).
In juni 1947 stemden de Staten van Suriname met zeven voorstemmen versus vijf tegenstemmen in met het voorstel. In november 1947 werd een team van vijf Amerikaanse experts samengesteld: A.S. Fisher (civiel ingenieur), G. Gigliolo (arts), Atherton Lee (tropendeskundige), Ray C. Roberts (bodemdeskundige) en Nathaniel Weyl (econoom). Eind december 1947 en begin 1948 reisden zij door Suriname en werkten een gedetailleerd plan uit. De 30.000 Joden zouden in het Saramacca-district, ten zuidwesten van Groningen, in een tussen de 60 en 65 km² groot gebied gevestigd worden. De kosten van dit plan werden op 35 miljoen Amerikaanse dollar begroot. Hans Samson, de Surinaamse vertegenwoordiger van de Freeland League, zorgde voor de vertaling.

## Bezwaren
Grote bezwaren in Suriname kwamen van de Surinaamse Zionistenbond. In zionistische kringen, ook in de VS en in Nederland, bestond grote weerstand tegen de plannen van de Freeland League omdat deze het oprichten van een Joodse staat in Palestina zouden kunnen dwarsbomen. Door de zionisten werd dan ook druk uitgeoefend om het plan niet te laten doorgaan. Van grote invloed in Suriname zelf was het verzet van de Nationalistische Partij Suriname (NPS). Deze Creoolse partij was bang dat een massale immigratie van Joden uiteindelijk op een politieke en economische overheersing door Joden zou uitlopen. Doorslaggevend waren echter de bezwaren van de Nederlandse regering. Deze had in het begin positief tegenover het plan gestaan, doch keerde zich er na verloop van tijd tegen. Men vreesde dat er veel 'communistische infiltranten' zouden zitten tussen de Joodse immigranten uit Centraal- en Oost-Europa, waardoor Suriname weleens een communistische staat zou kunnen worden.

## Einde
In mei 1948 verklaarde Israël zich onafhankelijk. De nieuwe Surinaamse gouverneur, Willem Huender, gaf daarop in augustus aan dat men besloten had de Joodse immigratieplannen op te schorten tot de internationale toestand wat zou opklaren. Ondanks vele pogingen van de Freeland League zijn van Nederlandse en Surinaamse kant de plannen nooit meer serieus overwogen. Het Saramaccaproject is echter nimmer officieel stopgezet.